# Reformatie
De protestantse Reformatie is het zestiende-eeuwse schisma binnen het westerse christendom, dat ingezet werd door Maarten Luther, Johannes Calvijn en andere vroege protestanten. Het startpunt wordt traditioneel in 1517 gesitueerd, toen de augustijner monnik Maarten Luther zijn 95 stellingen openbaar maakte. Dankzij de boekdrukkunst werden zijn ideeën snel verspreid. In zijn disputatio klaagde Luther het machtsmisbruik van de clerus met aflaten aan binnen de Rooms-Katholieke Kerk.
Gedrukte pamfletten in de volkstaal verhoogden de betrokkenheid van mensen die geen Latijn kenden. De reactie van de officiële Kerk kwam te laat; toen in het midden van de zestiende eeuw de Contrareformatie werd ingezet, was de breuk al een feit. Een groot deel van de Europeanen was gewonnen voor een hervorming van de Kerk, en bijna de helft ging over naar het protestantisme. Omdat de geestelijke macht en wereldlijke macht niet gescheiden waren, leidde dit tot een reeks godsdienstoorlogen die meer dan een eeuw zouden duren. Dit betekende het definitieve einde van het ideaal van de res publica christiana, de christelijke staat waarin keizer en paus samenwerkten. Hoewel dit ideaal met de banale revolutie en de Investituurstrijd tussen keizer en paus al langer onder druk stond, maakte het einde van de geloofseenheid in Europa de weg vrij voor de soevereine staat, een belangrijke overgang van de middeleeuwen naar de moderne tijd.

## Geschiedenis

Ontstaan van de verschillende stromingen in Nederland

Ontstaansgeschiedenis van kerken in Nederland

Volgens sommigen begon de Reformatie al in de vijftiende eeuw onder Johannes Hus. Argumenten hiervoor zijn de grote politieke, culturele en sociale implicaties van de Hussitische beweging. Van Luther is bekend dat hij Hus als zijn grote voorganger zag. Andere vroege aanzetten tot verandering waren er al voor de vijftiende eeuw, gezien onder andere de opkomst van de Moderne Devotie van Geert Grote. Belangrijke vertegenwoordigers van de Reformatie waren Maarten Luther (Duitsland), Huldrych Zwingli (Zwitserland), Johannes Calvijn (Frankrijk) en John Knox (Schotland). Ze hadden de bedoeling om de katholieke Kerk van binnenuit te hervormen. Door de paus en andere leiders binnen de katholieke Kerk werd de Reformatie echter afgewezen en bestreden, hierbij gesteund door rooms-katholieke vorsten onder leiding van de jonge keizer Karel V. Hierdoor kwam het tot een breuk tussen de gereformeerden en de rooms-katholieken. Ondanks het verzet groeide de aanhang van de hervormingsgezinden snel, onder meer dankzij de verbreiding van de boekdrukkunst; ook voedde de Reformatie de politieke tegenstellingen tussen Europese vorsten en edelen, met als gevolg verschillende godsdienstoorlogen en opstanden. De invloed strekte zich uit over vele landen en is tot op de dag van vandaag merkbaar in Kerk en samenleving in een groot deel van de wereld. De zestiende-eeuwse Reformatie wordt door protestanten gezien als een diep ingrijpende "opwekking" in de Kerk.
Luther verzette zich tegen het idee dat de mens zelf zijn redding moet bewerkstelligen. Hij greep terug op de teksten van de apostel Paulus, waarin deze uitlegt dat redding voortkomt uit de genade van God, niet uit werken van de mens. Luther verzette zich daarom sterk tegen de handel in aflaten. Een belangrijk verschil tussen Luther en een verlichte denker als Erasmus was dat Luther de leer van de vrije wil tot het goede afwees, terwijl Erasmus deze juist verdedigde. Volgens sommigen vormt ook de mogelijkheid tot interestheffing - wat volgens de katholieke leer verboden was - een reden voor de Calvinistische afzetting tegen het katholicisme.
Het nieuws over Luthers reformatorische ideeën verspreidde zich door de drukpers snel over de rest van Europa. In Engeland richtte Hendrik VIII de Kerk van Engeland op en werden de kloosters gesloten. Hij deed dit echter niet uit sympathie voor Luther, maar omdat hij van de paus geen toestemming kreeg om te scheiden van zijn echtgenote Catharina van Aragon. In Koninkrijk Denemarken en Noorwegen slaagde Christiaan III er met de hulp van de Hanzesteden in om het lutheranisme op te leggen. In Zweden benoemde koning Gustaaf I zichzelf tot hoofd van de Zweedse Kerk en dwong zijn onderdanen om de Lutherse hervorming te aanvaarden. Ook Frankrijk, Schotland en Zwitserland waren ontvankelijk voor de nieuwe ideeën. De Fransman Johannes Calvijn zou zich ontpoppen als de belangrijkste protestantse hervormer van Europa.
De beweging van Calvijn, die later het calvinisme genoemd zou worden, zorgde voor een tweede reformatorische golf, nadat aanhangers van het lutheranisme van Maarten Luther de eerste vervolgingen door de Rooms-Katholieke Kerk hadden ondervonden.
Calvijn zelf werd eind jaren 1520 een aanhanger van de school van Luther en kwam in 1533 voor het eerst onder de aandacht van de ordediensten toen zijn vriend Nicolaas Cop in Parijs tegen de standpunten van de Parijse theologen had gepredikt. Eind 1534 vluchtte hij naar Zwitserland en begon vanaf dan theologische inzichten te publiceren. Het calvinisme kreeg weerklank in de Nederlanden, Zwitserland, Schotland en Frankrijk (hugenoten) en werd via het kolonialisme geëxporteerd naar overzeese gebieden in Amerika en zuidelijk Afrika.
De Nederduits Gereformeerde Kerk volgde een geloofsleer zoals die in het jaar 1561 door Guido de Bres in de Nederlandse Geloofsbelijdenis was samengevat. Voor het onderwijs in de kerken maakte men gebruik van de door Petrus Datheen vertaalde Heidelbergse Catechismus, opgesteld in 1563.
Luther, Zwingli en Calvijn trachtten de Kerk van binnenuit te hervormen. Ze baseerden zich daarbij op de kerkleer van Aurelius Augustinus (354-430) wiens invloed op de West-Europese kerken altijd zeer groot is geweest, met name diens zondeleer en zijn opvattingen over predestinatie versus vrije wil, een vraagstuk dat aan het begin van de 17e eeuw weer uiterst actueel zou worden. Naast de vernieuwingsbewegingen van reformatoren voornoemd (tegenwoordig aangemerkt als de "magisteriële reformatie") waren er ook kritische geluiden waarneembaar ten aanzien van het instituut kerk, zoals zich dat in de loop der eeuwen had ontwikkeld. Niet de leer van Augustinus zou het uitgangspunt moeten vormen voor het geloof, maar een puur Bijbels getuigenis, gebaseerd op de Evangeliën en op de brieven van Paulus. Deze beweging, die werd vertegenwoordigd door zowel geleerden - onder andere Hans Denck (ca. 1495-1527) en Caspar Schwenckfeld von Ossig (ca. 1490-1561) - als ook door lekenpredikers - met name Melchior Hoffmann (ca. 1500-1543) - wordt de "radicale reformatie" genoemd.
Vertegenwoordigers van de radicale reformatie werden, mede vanwege hun kritische houding ten opzichte van Kerk en overheid, zwaar vervolgd, niet alleen van rooms-katholieke zijde, maar ook door lutheranen en calvinisten. In Nederland ontstonden uit de radicale reformatie de Doopsgezinde Gemeenten. Een van hun voorgangers en schrijvers was de Fries Menno Simons (1496-1561); naar hem worden doopsgezinden ook wel mennonieten of menisten genoemd. In Midden- en Oost-Europa waren oom en neef Leilius Socinius (1525-1565) en Fausto Socinius (1539-1604) voormannen van de beweging der Unitariërs, de "socinianen". In Engeland ontstond onder invloed van George Fox (1624-1691) het Genootschap der Vrienden oftewel de beweging der Quakers.

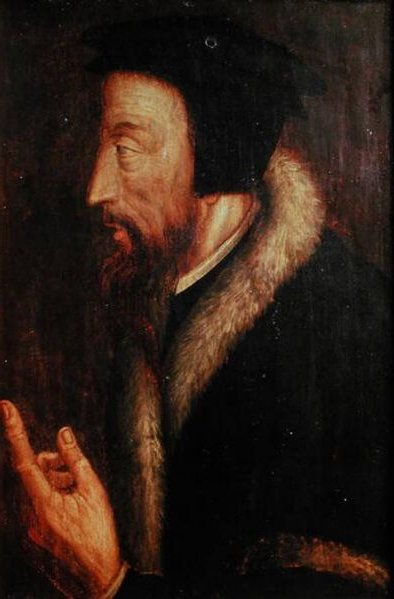
Johannes Calvijn
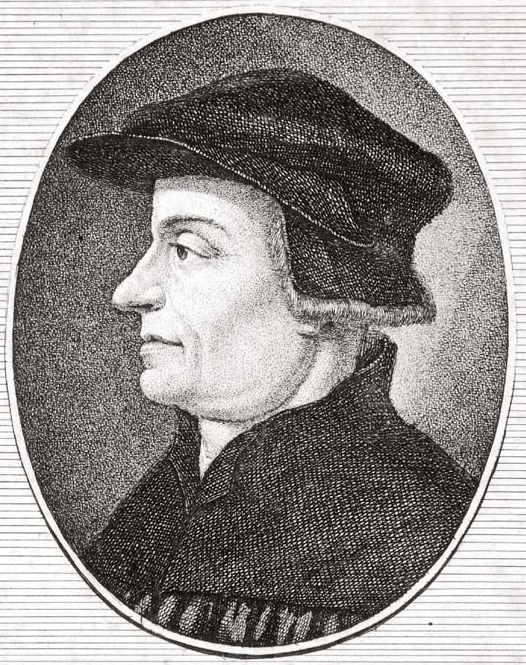
Huldrych Zwingli
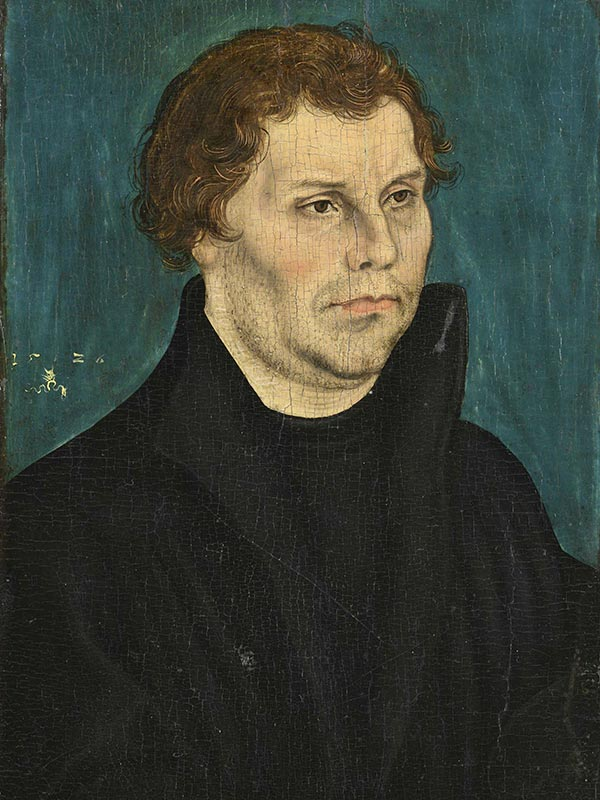
Maarten Luther

## Beeldenstorm
In 1566 werden in verschillende steden van Vlaanderen en het zuiden van Nederland de kerken ontsierd, voornamelijk door het vernielen van heiligenbeelden. Deze iconoclastische beweging werd gevoed door de groeiende religieuze en politieke spanningen in de regio. Evangelische predikingen richtten zich tegen de katholieke kerk, de Paus, valse religie en afgodendienst. Ook op andere plaatsen in Europa werden in de jaren 1560 beelden uit de kerken verwijderd, al dan niet gewelddadig.
Het theologische argument richtte zich op een zuiverder vorm van verering waarbij de nadruk op het woord van God lag. Luther en Calvijn hadden geargumenteerd dat het vereren van heiligen en heiligenbeelden in strijd was met de tien geboden. Ze waren echter niet tegen afbeeldingen als dusdanig en uitten hun afkeur van de vernielingen, ervan uitgaand dat de zuivering van de kerken aan de plaatselijke besturen toekwam. Luther zelf had nog in 1530 geschreven dat afbeeldingen van bijbelse taferelen en sacramenten de harten van de gelovigen helpen God te loven en te danken.
De beeldenstorm had ook een theatrale en performatieve functie om de afkeer vanwege de deelnemers jegens de katholieke kerk uit te drukken, en om de grenzen af te tasten van de tolerantie van de burgerlijke overheid.

## Militaire conflicten
Aanvankelijk werden protestanten in het katholieke West- en Centraal-Europa individueel vervolgd en in de kerkban geslagen. Naarmate meer en meer politieke leiders zich tot het protestantisme bekeerden, ontstonden echter gewapende conflicten tussen geregelde legers. Hendrik VIII van Engeland had al in 1534 de Anglicaanse Kerk afgescheiden, en zijn verovering van Ierland in 1542 kan beschouwd worden als de eerste van de grote Europese godsdienstoorlogen. Godsdienstige tegenstellingen zouden in de loop van de volgende 100 jaar vele grote en kleine gewapende conflicten (mede) inspireren, met als bloedig hoogtepunt de Dertigjarige Oorlog van 1618 tot 1648, die in Duitsland miljoenen burgerslachtoffers maakte. De onafhankelijkheid van Nederland (Republiek der Zeven Verenigde Nederlanden) was een rechtstreeks gevolg van de Tachtigjarige Oorlog die volgde op de beeldenstorm. De Vrede van Westfalen maakte een einde aan de grootste confrontaties, hoewel de godsdienstige tegenstellingen ook in latere eeuwen nog plaatselijke conflicten deden opflakkeren.

## Stromingen binnen de Reformatie
- Lutheranisme
- Gereformeerd protestantisme, ook wel calvinisme
- Presbyterianisme
- Anabaptisme, in Nederland wederdopers
- Anglicanisme